# Mesochorus triangulus
Mesochorus triangulus är en stekelart som beskrevs av Schwenke 1999. Mesochorus triangulus ingår i släktet Mesochorus och familjen brokparasitsteklar. Arten är reproducerande i Sverige. Inga underarter finns listade i Catalogue of Life.